# Ulmensterben
|  | Dieser Artikel wurde aufgrund von formalen oder inhaltlichen Mängeln in der Qualitätssicherung Biologie im Abschnitt „Ausbaubedürftige Artikel/Botanik/Allg. Botanik“ zur Verbesserung eingetragen. Dies geschieht, um die Qualität der Biologie-Artikel auf ein akzeptables Niveau zu bringen. Bitte hilf mit, diesen Artikel zu verbessern! Artikel, die nicht signifikant verbessert werden, können gegebenenfalls gelöscht werden. Lies dazu auch die näheren Informationen in den Mindestanforderungen an Biologie-Artikel. Begründung: keine Einzelnachweise, siehe Diskussion |

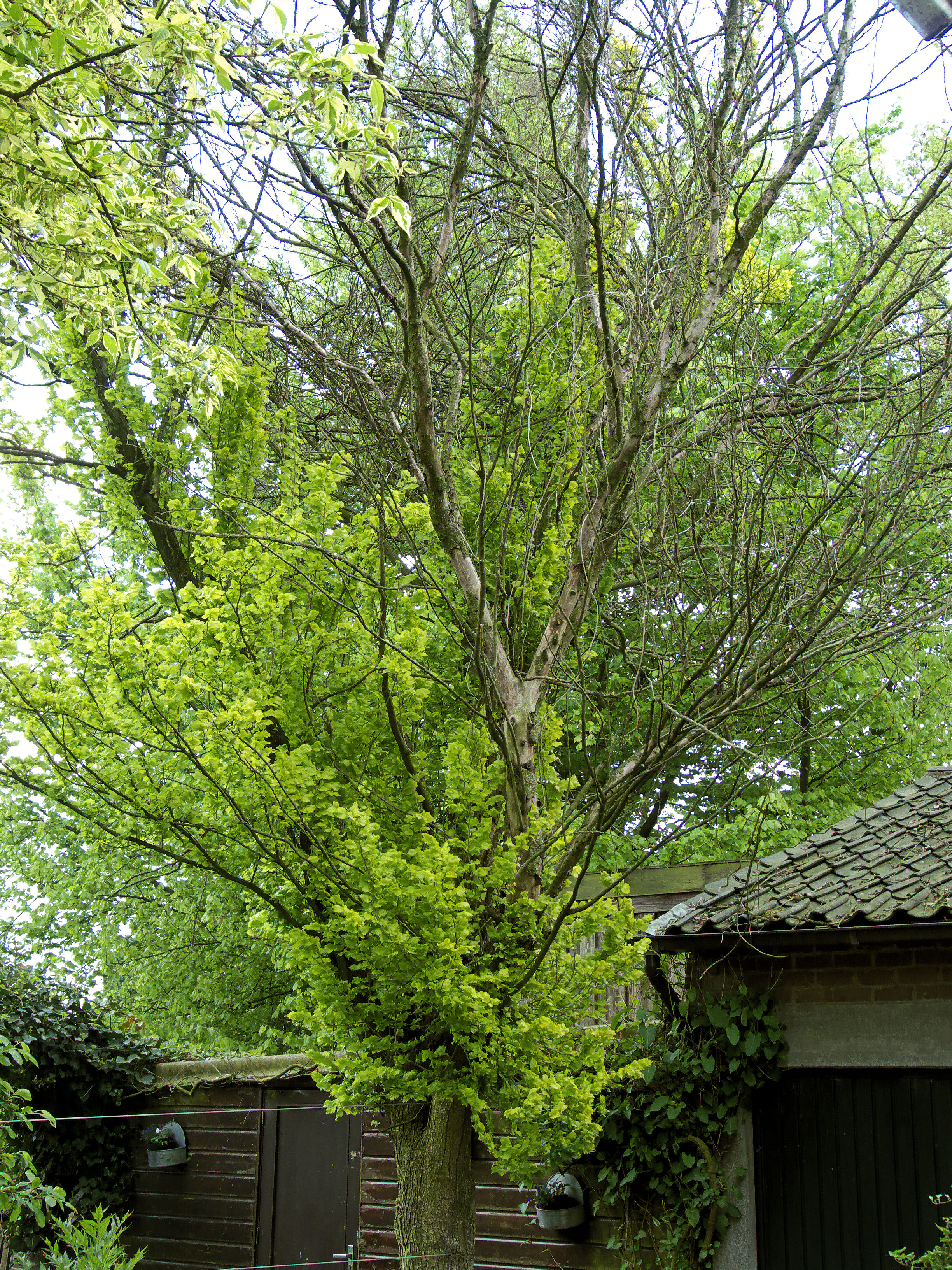
Holländische Ulmenkrankheit an einer Goldulme

Das Ulmensterben (auch Holländische Ulmenkrankheit genannt) ist eine durch Schlauchpilze der Gattung Ophiostoma (Ophiostoma novo-ulmi/Ophiostoma ulmi syn. Ceratocystis ulmi) verursachte und durch Ulmensplintkäfer verbreitete Krankheit, welche die meisten europäischen Ulmen befällt und vorwiegend die Berg-Ulme (Ulmus glabra) an den Rand des Aussterbens bringt.

## Ursprung
Das erste nachweisbare Ulmensterben fand im mittleren Holozän statt. Weitere durch Pollenanalysen belegte Einschnitte lagen z. B. auf den Britischen Inseln um 4000 und 2500 v. Chr. (Pollenanalyse im Lough Sheeauns). Die Debatte über die Ursache in der Mitte des Holozän läuft seit Jahrzehnten. In den letzten Jahren haben mehrere Forscher nachdrücklich für die Einbeziehung einer Ulmen-spezifischen Krankheit, ähnlich oder identisch mit der heutigen „Dutch elm disease“ argumentiert. Das Problem dieser These ist, dass sie schwer zu beweisen oder zu widerlegen ist.
Seit 1918 wurde ein in ostasiatischen Ulmen lebender Pilz, Ophiostoma ulmi, durch den Menschen nach Europa verschleppt und breitete sich von den Niederlanden über Europa aus. Im Gegensatz zu den ostasiatischen Ulmen, die sich über evolutionäre Zeiträume an den Pilz anpassen konnten, fielen ihre europäischen Verwandten der „Holländischen Ulmenkrankheit“ (daher „Dutch elm disease“) in großem Maße zum Opfer. Im Jahre 1922 war Nürnberg als erste deutsche Stadt vom Ulmensterben betroffen. 1931 wurde im Regierungsbezirk Breslau eine Verordnung zur Bekämpfung der Ulmenkrankheit erlassen, „nach welcher das Auftreten dieser Krankkeit sofort nach den ersten Anzeichen behördlich anzuzeigen ist. Je nach dem Ergebnis der hierauf sofort durchzuführenden Untersuchung sind bei wirklicher Ulmenkrankheit entsprechende Bekämpfungsmaßregeln vorgesehen und besonders angeordnet.“ Kurz darauf wurde eine ähnliche Regelung von der Württembergischen Forstdirektion eingeführt.
Aus Europa wurde der Pilz 1928 – wahrscheinlich über Furnierstämme – nach Nordamerika verschleppt, wo er einen Großteil der dortigen Ulmen vernichtete. Zur Mitte des 20. Jahrhunderts nahm die Intensität der Krankheit ab. Mit dazu beigetragen haben holländische Programme zur Züchtung resistenter Klone.
Gegen Ende der 1960er Jahre wurde – erneut durch den Import von Furnierstämmen – ein aggressiverer Stamm des Pilzes aus Amerika zurückimportiert, der auch die als resistent geltenden Pflanzen befiel. Dieser Stamm wird mittlerweile als eigene Art (Ophiostoma novo-ulmi) angesehen. Eine weitere aggressive Variante des Pilzes konnte ungefähr gleichzeitig über Asien nach Europa eindringen. In dieser zweiten Welle des Ulmensterbens mussten in Europa starke Einschnitte der Ulmenpopulation hingenommen werden. Allein in England kam es zwischen 1971 und 1978 zu einer Reduktion um ca. 70 % des Ulmenbestandes (oder 20 Millionen Bäume) durch den Pilz. Zum Aussterben der Ulme ist es bislang nicht gekommen, doch die Prognose für die überlebenden Ulmen ist sehr ernst.

## Symptome
Befallene Ulmen lassen sich durch plötzliches Welken der Krone – meist einseitig, selten die ganze Krone – erkennen. Dabei verfärben sich die Blätter gelegentlich gelb, manchmal braun, rollen sich ein und vertrocknen schließlich. Meist bleiben die Blätter an den Zweigen hängen. Dabei entstehen die als charakteristisch geltenden hängenden dürren Zweigspitzen mit vertrockneten Blättern („Fähnchen“), die bei spät infizierten Bäumen auch noch im Winter als eindeutiges Indiz für die Krankheit dienen.
Wasserreiser sind ein weiteres Merkmal der Krankheit. Bei schleichendem Krankheitsverlauf ist die Belaubung dünn und der Blattfall setzt frühzeitig ein. Außerdem sind in dem Querschnitt befallener Zweige dunkle Gefäßverfärbungen in den jüngsten Jahrringen erkennbar, welche sich beim Abziehen der Zweigrinde durch bräunliche Streifen äußern.
Die Infektion erfolgt meist im Mai durch Ulmensplintkäfer (s. u.), erste Symptome sind dann im Juni zu beobachten. Bei einer Infektion nach dem Juli erfolgt der Ausbruch dagegen meist erst im nächsten Jahr. Junge Pflanzen können der Krankheit schon nach einigen Monaten erliegen, ansonsten kann sich die Krankheit über mehrere Jahre hinziehen.

## Verbreitung
O. ulmi und O. novo-ulmi verbreiten sich hauptsächlich durch den Kleinen und Großen Ulmensplintkäfer, die zu den Borkenkäfern gehören. Die jungen Käfer (Imagines) kontaminieren sich mit den klebrigen Sporen (Koremien) in den Brutgängen, wo diese besonders stark gebildet werden. Nach Ausflug der jungen Käfer werden dann neue Bäume beim Reifungsfraß oder Bohren neuer Muttergänge infiziert. Die Sporen keimen und gehen in das Xylem über, von wo aus sie bis in die obersten Triebe und Blätter verfrachtet werden können. Auch ist eine Verbreitung des Pilzes über das Wurzelwachstum möglich, wobei die Mikrokonidien des Pathogens von einem Baum zum anderen übergehen.

## Schädigung und Todesursache
Eine befallene Ulme stirbt letztlich durch Wassermangel. Als Abwehrreaktion auf die Infektion kommt es zur Verthyllung (und Braunfärbung) der Gefäße sowie Gummiablagerungen in lebenden Zellen. Auch kommt es zum mechanischen Verschluss der Gefäße durch Einwuchs des Pilzmycels (Verengung) und hefeartige Verbreitungskörper (Verstopfung). Letztendlich wird der Wassertransport in den Gefäßen unterbunden. Ulmen zählen zu den ringporigen Hölzern und haben relativ wenige, dafür aber umso größere Leitgefäße. Dadurch können selbst bei wenigen befallenen Zellen erhebliche Transportverluste eintreten. Die Erkrankung ist eine typische Tracheomykose.
Durch die Verthyllung sind die Leitbündel in Stamm, Ästen und Zweigen erkrankter Bäume im Querschnitt als braune bis braunschwarze Punkte zu erkennen, überwiegend im Frühholz. Dadurch ist auch eine überwundene Krankheit zu erkennen und zu datieren.
Während O. ulmi nur ein Jahr im Baum verbleibt und es einer erneuten Infektion bedarf, um den Baum abzutöten, kann O. novo-ulmi die Jahrringgrenze überwinden und auch ohne erneute Infektion die Schädigung fortsetzen.
In der letzten Zeit wird auch die Beteiligung niedermolekularer, vom Pilz gebildeter Welketoxine diskutiert.

## Bekämpfung und Vorbeugung
Bekämpft wird überwiegend der Vektor; befallene Bäume werden frühzeitig gefällt und anschließend der Borkenkäfer vernichtet. Als Antagonisten der Ulmensplintkäfer gelten Erzwespen sowie Raubwanzen. Diese werden durch chemische Signale, die die Ulmen kurz nach Befall freisetzen, angelockt und greifen die Käferbrut an. Auch bestehen Ansätze für den Einsatz des Bakteriums Pseudomonas syringae, das antimykotische Stoffwechselprodukte bildet und somit als Antagonist des Pilzes gilt.
Züchterisch wurden Einkreuzungen resistenter asiatischer Arten seit vielen Jahrzehnten erprobt und befinden sich im Handel. Aus verschiedenen Gründen können sie jedoch bestenfalls in Gärten und Parks heimische Ulmenarten ersetzen, nicht jedoch in der freien Landschaft. Die in großen Teilen Europas heimische Flatterulme (Ulmus laevis) ist weitgehend unempfindlich gegen das Ulmensterben. Wo ihre Anpflanzung möglich ist, stellt sie daher eine bessere Maßnahme zum Bestandsschutz dar als Kreuzungen und Resistenzzüchtungen.